# En perfekt förälder
En perfekt förälder är en svensk TV-serie vars första säsong bestod av fyra avsnitt och som hade premiär på SVT den 27 november 2019. Serien handlar om skådespelaren Erik "Jerka" Johnssons jakt på att bli den perfekta föräldern. Varje avsnitt i serien fokuserar på ett tema som kan göra föräldrar oroliga och som de inte vet hur som ska hantera. Erik Johansson berättar om sina egna erfarenheter, och pratar med vänner och experter för att få råd hur man som förälder bäst ska agera. Bland de vänner och experter som dyker upp i TV-serien kan skådespelaren Emma Molin, författaren Alex Schulman, psykologen Jenny Jägerfeld, TV-kocken Zeina Mourtada och författaren Caroline Ringskog Ferrada-Noli nämnas. 